# Tony Rickardsson
Tony Rickardsson (* 17. srpna 1970 Avesta) je bývalý švédský plochodrážní jezdec.
V mládí se vedle motorismu věnoval závodně i lednímu hokeji. V seriálu mistrovství světa na ploché dráze debutoval v roce 1989. Šestkrát v něm zvítězil (1994, 1998, 1999, 2001, 2002, 2005), což kromě něj dokázal jen Ivan Mauger. Kromě toho byl na MS třikrát druhý (1991, 1995, 2004) a dvakrát třetí (2000, 2003). V roce 1993 se stal mistrem světa v závodě dvojic a v letech 1994 a 2000 pomohl švédskému týmu vyhrát mistrovství světa družstev na ploché dráze. Má sedm titulů mistra Švédska v soutěži jednotlivců, třikrát vyhrál švédskou ligu: v roce 1989 se Stockholm United, v roce 1998 s Valsarnou a v roce 2000 s Masarnou. Působil také v polské a britské nejvyšší soutěži. Třikrát vyhrál závod Zlatá přilba v Pardubicích (1992, 1993 a 1995). Kariéru ukončil v roce 2006. Soutěžil také v seriálu automobilových závodů Porsche Carrera Cup Scandinavia a byl manažerem švédského plochodrážníka Antonia Lindbäcka.
V roce 1999 mu byla udělena Zlatá medaile Svenska Dagbladet a v roce 2005 Jerringova cena. Mezinárodní federace motocyklistů ho v roce 2011 zařadila na seznam legend.
Vystupoval v televizních pořadech Top Gear Sverige a Let's Dance.